# Hamada Sedki
Hamada Sedki (en árabe: حمادة صدقي‎; República Árabe Unida, 25 de agosto de 1961) es un exfutbolista y entrenador de fútbol de Egipto que jugaba en la posición de defensa central.

## Carrera

### Club
| Periodo   | Club        |
| --------- | ----------- |
| 1979-1986 | El Minya SC |
| 1986-1993 | Al-Ahly     |

### Selección nacional
Jugó para Egipto en 58 ocasiones de 1983 a 1992, participó en cuatro ediciones de la Copa Africana de Naciones.

### Entrenador
| Periodo   | Club              |
| --------- | ----------------- |
| 2004      | Al-Hazem SC       |
| 2013–2014 | Smouha SC         |
| 2014–2016 | Wadi Degla SC     |
| 2016      | ENPPI Club        |
| 2017–2018 | Egipto U20        |
| 2018–2019 | El Gouna FC       |
| 2019–2020 | Al-Hilal Omdurmán |
| 2020      | Smouha SC         |

## Logros
- Primera División de Egipto (2): 1986–87, 1988–89
- Copa de Egipto (4): 1988–89, 1990–91, 1991–92, 1992–93
- Copa Africana de Clubes Campeones (1): 1987
- Recopa Africana (2): 1986, 1993
- Copa Afro-Asiática (1): 1988
- Copa Africana de Naciones (1): 1986